# محمد حنيش
محمد حنيش. لاعب كرة قدم جزائري سابق، نجم شبيبة سكيكدة ووفاق سطيف والمنتخب الوطني. 
واحدا من بين اللاعبين الذين أقنعوا كبار المدربين في الجزائر، من بينهم مخلوفي وكرمالي، مع تشريفه لألوان الفريق الوطني، حيث شارك ضد مالاوي وزامبيا، كما حمل ألوان وفاق سطيف وقاد شبيبة سكيكدة إلى القسم الوطني الأول في الثمانينيات. 
وصف عيسى دراوي، محمد حنيش بخليفته في منصب رقم.10 ورغم هذا، فإن حنيش مرّ بجملة من المشاكل مع شبيبة سكيكدة، ولايزال يبحث عن لغزها، وعن سبب عدم استلامه استدعاء الفريق الوطني من صالحي العياشي يوم كان لاعبا في وفاق سطيف.

## سيرته الكروية
بدأ ممارسة كرة القدم في حيّه المعروف بـحومة الطليان وسط مدينة سكيكدة، وفي ثانوية الإبراهيمي التي حوّلت حاليا إلى متوسطة، منحت له الفرصة مرة واحدة ضمن فريق الثانوية، والتي استغلها وأقنع المشرفين على الفريق. ورغم هذا، لم يوقع إجازة مع أي فريق.
وفي أحد الأيام، يقول محمد اتصل بي أحسن زفالو، وأخبرني بعملية التنقية التي يقوم بها فريق الضمان الاجتماعي الذي كان ينتمي إلى البطولة الولائية، ويُشرف عليه حسين بوشاش الذي اختاره من بين 600 مشارك في الاختبار، وكان آنذاك في صنف الأواسط، غير أنه ارتقى مباشرة إلى فريق الأكابر.
- الإصلاح الرياضي سبب في انضمامه إلى الشبيبة

بعد سنوات قضاها في فريق الضمان الاجتماعي، انتقل إلى فريق شبيبة سكيكدة التي أصبحت تعرف بمشعل بلدية سكيكدة، وهذا في إطار الإصلاح الرياضي، ومجيئه إلى الشبيبة كان بطلب من بعض اللاعبين وباستدعاء من حسين والشريف بوشاش، وكان هذا في موسم 76-77 وفي سنة 1978 نزل الشيخ كرمالي إلى سكيكدة خصيصا ليعرض عليّه الانضمام إلى وفاق سطيف الذي كان يشرف عليه، حيث حزم أمتعته مباشرة والتحق بالوفاق. وفي نفس الموسم، تم استدعائه إلى الفريق الوطني من طرف المدرب رشيد مخلوفي رفقة اللاعب لخضر بلومي، والمناسبة كانت التحضير لتصفيات كأس العالم، وشارك في مباراتي مالاوي وزامبيا إلى جانب كل من سرباح وبلومي وعصاد ومحيوز الذي كان الصديق الحميم. 
ولم يعرف ماهي أسباب عدم وصول استدعائه لمباراة السودان بقسنطينة لحد الآن..
وبعد لقاء زامبيا، وجه له المدرب رشيد مخلوفي استدعاء للمشاركة في التربص التحضيري لمباراة السودان بقسنطينة، وقد تزامن هذا مع تنقل وفاق سطيف إلى وهران دون مشاركته، حيث تغيّب عن اللقاء لتزامنه مع عيد الأضحى. وكان يتوقع بأن الاستدعاء قد يسلمه هدفي، قائد الفريق الوطني، لمسؤولي الوفاق، غير أن ذلك لم يحصل. وفي قسنطينة، أعجب المدرب رشيد مخلوفي بالجمهور الغفير الذي حضر اللقاء. ولدى استفساره، أخبره المدرب يوسف الكنز بأن أكبر عدد من الجمهور جاء من سكيكدة لمشاهدة محمد حنيش، ليرد عليه المدرب الوطني بأنه أرسل له الاستدعاء ولم يحضر التربص، وبالتالي هو غير مدرج ضمن التشكيلة.
- هدفي قال بأن الاستدعاء سلم إلى صالحي العياشي

حيث أنّ محمد حنيش يعتقد ويظن بأن الاستدعاء يكون قد ضاع من صالحي العياشي الأمر الذي حرمه من مواصلة اللعب في الفريق الوطني. ورغم هذا، واصل اللعب في الوفاق إلى غاية نهاية الموسم، دون أن يعلم حقيقة ذلك الاستدعاء الذي بسببه حُرم من الفريق الوطني، خاصة أن رشيد مخلوفي منحه الفرصة ضد زامبيا رفقة نخبة من اللاعبين الممتازين، أمثال بلومي وماجر وعصاد ومحمد قاسي سعيد وشعبان مرزقان وبحبوح، وغيرهم من اللاعبين الممتازين. وقد أثـر هذا الغياب عليه، الأمر الذي جعله يقرر مغادرة الوفاق.
- عودته إلى الشبيبة

في موسم 78/79 رجع إلى شبيبة سكيكدة، وقد تزامن هذا مع عودة عيسى دراوي إلى الشبيبة، حيث لعبا جنبا إلى جنب وتداولا على القميص رقم 10 وقدما الكثير للشبيبة، ولكن ضيعا الصعود في ذلك الموسم أمام جمعية الخروب. ورغم هذا، واصل اللعب تحت ألوان المدرسة السكيكدية إلى غاية موسم 84-85 حيث قرر الطاقم الفني الاستغناء عنه دون مبرّر، الأمر الذي لم يجد له تفسيرا، مع احتمال أنه له علاقة بتربص عنابة الذي التقى فيه ببعض الزملاء من اللاعبين.
ومباشرة بعد ذلك، عُزل من قبل طاقم التدريب المشكل من الثنائي فيدوم وبوجناح، وكان هذا مباشرة بعد مباراة جيجل والشبيبة. وفي الموسم الموالي، أدرج مع اللاعبين الجدد للمشاركة في عملية التنقية، وقدم الكثير لطاقم التدريب، الذي لايزال يخفي عنه حقيقة عزله.
- تحقيق الصعود بـ34 فوزا

ورغم المحن والصعوبات التي واجهها مع نفس الطاقم، إلا أنه شارك في الصعود، حيث أنهو البطولة بـ34 فوزا موسم 87 ومنحت له شارة القائد من طرف نفس الطاقم الذي أراد تحطيمه، لأسباب يجهلها. وبقي في صفوف الشبيبة إلى غاية التسعينيات، حيث فضل الاعتزال رغم العروض التي تهاطلت عليه من أندية معروفة، منها الشبيبة ومولودية قسنطينة واتحاد عنابة ووفاق القل، يوم كان في أحسن عطائه، إلا أنه رفض ذلك بسبب ما عاشه في فريقه الأصلي.
وسبق عيسى دراوي أن قال له في إحدى المناسبات الكروية بأنه سيكون خليفته، وذلك لأن طريقة لعبه لا تختلف عن طريقته، وتعلمت منه أشياء كثيرة، خاصة عند المراوغات ورفع الرأس، وهي الصفة التي يمتاز بها، وكان إلى جانبه لخضر بلومي الذي شرف رقم 10 كما شرفه عيسى دراوي الذي بدوره كان خليفة لحسان لالماس في السبعينيات. 
- الكرة الجزائرية فقدت الكثير من ميزاتها وأصبحت مريضة

كرة القدم الجزائرية فقدت الكثير من مستواها الذي كانت عليه في العشريتين الماضيتين من القرن الماضي، بالنظر إلى ما بلغته في الوقت الحاضر الذي أصبح فيه اللاعب يتقاضى مبالغ مالية معتبرة نزعت منه حب ألوان فريقه، عكس ما كانوا عليه النوادي، حيث كان همهم الوحيد تشريف ألوان الفريق وتقديم ما يرضي الجمهور الذي كان يعشق الكرة النظيفة. أما مباريات اليوم، فلا يحضرها سوى جمهور قليل، الأمر الذي زاد من مرض كرة القدم الجزائرية التي هي حاليا في الإنعاش، بسبب البزنسة التي طالت الفرق من أجل تحقيق النتائج وفقط.
| ” | حنيش: مع جيلنا، استمتع عشاق كرة القدم بفنيات كروية عالية. وبالمناسبة، أقول إن قدوم المدرب الوطني حاليلوزيتش جاء في وقته، لأن الوضع يتماشى والحال الذي تمرّ به كرتنا، وعلى المعنيين أن يتركوه يعمل لبناء فريق وطني قوي، كما كنا عليه في السابق. ولست نادما على ما قدمته للكرة الجزائرية في النوادي والفريق الوطني ولست نادما على كل ما قدمته للشبيبة والوفاق، وحتى الفرق الصغرى التي لعبت لها، كوداد بلدية سكيكدة وأمل سكيكدة، لأنني تعلمت أشياء كثيرة معها، وكوّنت عددا من اللاعبين هم حاليا يشرفون على نواد كبيرة، وهذا شرف لي، دون أن أنكر جميل الفيدرالية التي جمعت كل الدوليين في تربص لمدربي الدرجة الأولى. كما أنني لا أنسى ما تعلمته من المدربين حسين بوشاش والشريف، ومن لعريبي والشيخ كرمالي وإبراهيمي والكنز ومخلوفي وبوجناح في فريق شبيبة سكيكدة... ورغم كل هذا، يبقى لغز إبعادي من الشبيبة مجهولا. | “ |

## روابط خارجية
- الاحتراف حلم يبقى بعيد المنال (جزايرس)